# Szeszki (gmina Kowale Oleckie)
Szeszki (lub dawniej także Damowskie, niem. Seesken) – wieś w Polsce położona w województwie warmińsko-mazurskim, w powiecie oleckim, w gminie Kowale Oleckie.
W latach 1975–1998 miejscowość należała administracyjnie do województwa suwalskiego.
Wieś czynszowa założona na 40 włókach na prawie chełmińskim w roku 1561, kiedy to Wawrzyniec von Halle sprzedał Grzegorzowi Damowskiemu z Szeszek spod Cimoch cztery włóki sołeckie. Wolnizna wynosiła 10 lat. Wieś należała do parafii Szarejki, ale urzędy administracyjne znajdowały się w pobliskich Kowalach.
W 1938 roku wieś liczyła 270 mieszkańców.
Szeszki nazywane były też Damowskie. Pierwsza nazwa może pochodzić od wsi, z której przybył zasadźca, druga od jego nazwiska.